# Hořice na Šumavě
Hořice na Šumavě (německy Höritz) jsou městys v okrese Český Krumlov v Jihočeském kraji. Žije zde 903 obyvatel. Městské jádro Hořic je městskou památkovou zónou.
Již od roku 1816 se zde nepravidelně konají hořické pašijové hry, amatérské divadelní nastudování příběhu Ježíšova umučení.

## Historie
Hořice na Šumavě se řadí k nejstarším sídlům na Českokrumlovsku. První písemná zmínka o zdejší faře je z roku 1248, obec je zmiňována v roce 1272, kdy patřila pánům z Kosovy Hory. Další písemné údaje jsou z let 1274 a 1281 v souvislosti se změnami majitelů, Hořice tehdy přešly z rukou pánů z Kosovy Hory do majetku Záviše z Falkenštejna a dále pak do vlastnictví Vítka z Krumlova. V roce 1290 byl králem Václavem II. potvrzen prodej a Hořice se staly majetkem cisterciáckého kláštera ve Vyšším Brodě, což znamenalo začátek poněmčování, které se v době pobělohorské a třicetileté války prohlubovalo a v 19. století byla obec téměř celá německá.
V roce 1375 byla obec povýšena na městečko s rychtářem, konšely a vlastní soudní pravomocí. Právo městyse získaly Hořice v roce 1549. O několik let později roku 1553 bylo Hořicím potvrzeno Vilémem z Rožmberka také právo vaření piva. První zmínka o škole je z roku 1550 a v roce 1678 byla postavena škola u kostela.
Obec byla v minulosti často sužována požáry, zejména v letech 1704, 1791, 1834 (vyhořelo 63 domů), 1863, 1879 a v roce 1898. Stejně tak se obci nevyhnula morová epidemie, která Hořice zasáhla v letech 1521 a 1680.
Dne 20. října 1785 se zde narodil tkadlec Paul Gröllhesl, tvůrce novodobých hořických pašijových her. V roce 1816 sepsal s pomocí faráře nový text pašijového příběhu a s dalšími hořickými měšťany jej společně nacvičili a sehráli. Hra se nazývala Utrpení a smrt našeho Pána Ježíše Krista - truchlohra o pěti jednáních s předehrou.
Roku 1881 bylo zřízeno pouliční osvětlení v podobě petrolejových lamp. V roce 1922 došlo k elektrifikaci obce a bylo instalováno veřejné elektrické osvětlení. V Hořicích byl v roce 1897 natočen první hraný film na území dnešní České republiky. Jednalo se o Hořický pašijový film, který zde natočili američtí filmaři.
V letech 1938 až 1945 byla obec v důsledku uzavření Mnichovské dohody přičleněna k Německé říši jako součást župy Oberdonau. Začátkem května 1945 bylo území obce osvobozeno americkou armádou. Po druhé světové válce byla většina obyvatel vysídlena a do městečka se nastěhovali Češi z vnitrozemí.
V letech 1947 až 1948 byla tradice pašijových her obnovena dosídlenci. Potom však bylo konání pašijových her zakázáno a divadelní areál byl zlikvidován. V roce 1993 byla tradice hořických pašijových her obnovena znovu.

## Obyvatelstvo
| Rok            | 1869  | 1880  | 1890  | 1900  | 1910  | 1921  | 1930  | 1950 | 1961 | 1970 | 1980 | 1991 | 2001 | 2011 | 2021 |
| -------------- | ----- | ----- | ----- | ----- | ----- | ----- | ----- | ---- | ---- | ---- | ---- | ---- | ---- | ---- | ---- |
| Počet obyvatel | 2 218 | 2 350 | 2 222 | 2 431 | 2 441 | 2 268 | 2 511 | 820  | 726  | 707  | 716  | 717  | 800  | 782  | 816  |
| Počet domů     | 290   | 315   | 308   | 325   | 331   | 328   | 370   | 284  | 149  | 149  | 145  | 168  | 182  | 248  | 258  |

## Správa městyse
Po 63 letech, dne 16. března 2017 Hořice na Šumavě získaly zpět status městyse.

### Části městyse
- Hořice na Šumavě
- Mýto
- Provodice
- Šebanov
- Skláře
- Stěžerov

#### Zaniklé osady
- Cipín (Zippendorf)
- Klení (Hafnern)
- Mýtina (Reichetschlag)
- Skalná (také Skalné, něm. Pinketschlag)
- Tatry (také Hamerské Tatry, Tatrov, Tetřiny, něm. Tattern)
- Těchlov (Zichlern)
- Záhliní (něm. Eisengrub)
- Žestov (Schestau), dnes místní název

### Symboly městyse
Znak a vlajka byly městysi uděleny rozhodnutím předsedkyně Poslanecké sněmovny Parlamentu České republiky dne 12. dubna 2013.

## Muzea
- Muzeum hořických pašijových her – úřad městyse
- Muzeum radiopřijímačů (vystaveno 115 přijímačů) – úřad městyse

## Pamětihodnosti
- Kostel svaté Kateřiny – původně raně gotický, byl založen ve 13. století, ale na přelomu 15. a 16. století byl zcela přestavěn. V letech 1771 a 1834 vyhořel. Dne 8. září 1900 shořela původní věž kostela po zásahu bleskem. V letech 1900–1901 pak byla postavena věž nová.[5][6]
- Pranýř a dvě mísy – kamenný pozdně gotický pranýř je z roku 1549. Byl určen k vykonávání práva v Hořicích na Šumavě a v sousedních vsích v majetku vyšebrodského kláštera. Na podstavci pranýře se nachází dvě kamenné mísy, které byly využívány pro odměřování desátku poddaných.[14]
- Sedm kamenných kašen – důmyslný systém propojených kašen pochází z konce 19. století. Kašny jsou součástí vodovodního systému, který sloužil pro zásobování obyvatel pitnou vodou a v případě požáru do nich byl vypuštěn přilehlý rybníček.[6]
- Železniční most (propustek) – kamenný klenutý propustek na železniční trati České Budějovice – Černý Kříž byl postaven v letech 1891–1892 a nachází se v blízkosti říčky Polečnice.[15]
- Boží muka – vzhledem jsou spíše prostá, nepatrně zdobená, vpředu je uveden datum jejich opravy 1864. Nachází se před areálem dětského tábora v horní části obce.[16]
- Pašijové divadlo – přírodní, sezónně zastřešované divadlo bylo vybudováno pro Hořické pašijové hry, konají se zde také další kulturní akce.

Na kopci jižně od obce se nachází zaniklé poutní místo se zbytky kaple Panny Marie Bolestné, s Božím hrobem a křížovou cestou. Původní dřevěná kaple Panny Marie Bolestné byla na vrchu Randlesberg (dnes U svaté Anny) postavena v roce 1733, její pozdější zděná podoba vznikla v letech 1781–1782. K jejímu zániku došlo po roce 1965, kdy se kaple stala obětí demolice.

## Přírodní zajímavosti v okolí
Nedaleko obce lze navštívit přírodní památky Slavkovský chlumek s výskytem bramboříku evropského a Žestov se suťovým smíšeným lesem na vápenci a nalezištěm zvláště chráněných druhů rostlin jako jsou lilie zlatohlavá a prha arnika. Na trase do Černé v Pošumaví se nachází Muckovské vápencové lomy, kde je shromaždiště několika druhů netopýrů a výskyt chráněných rostlin.

## Fotogalerie

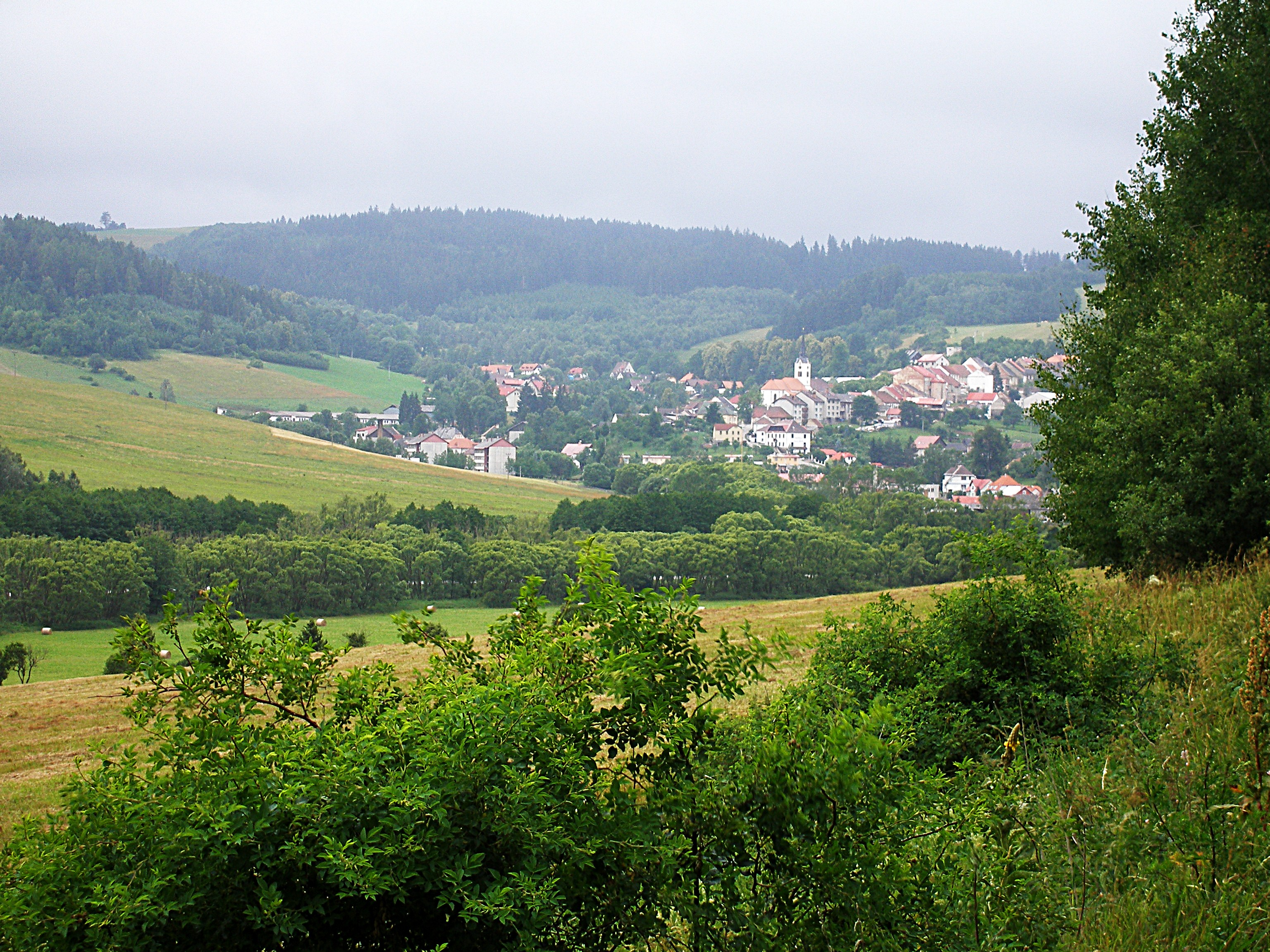
Pohled od východu až východoseverovýchodu
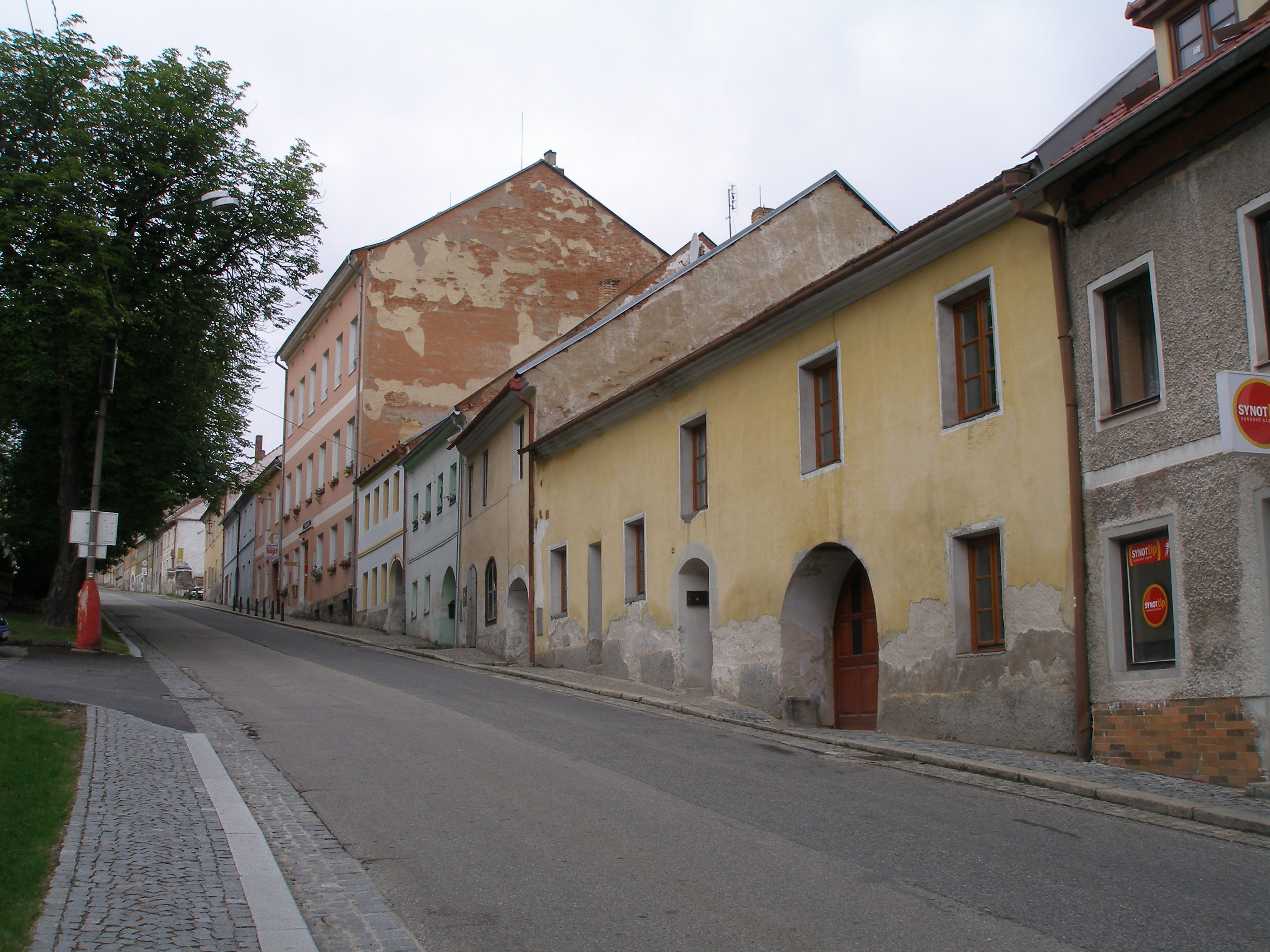
Severní strana náměstí
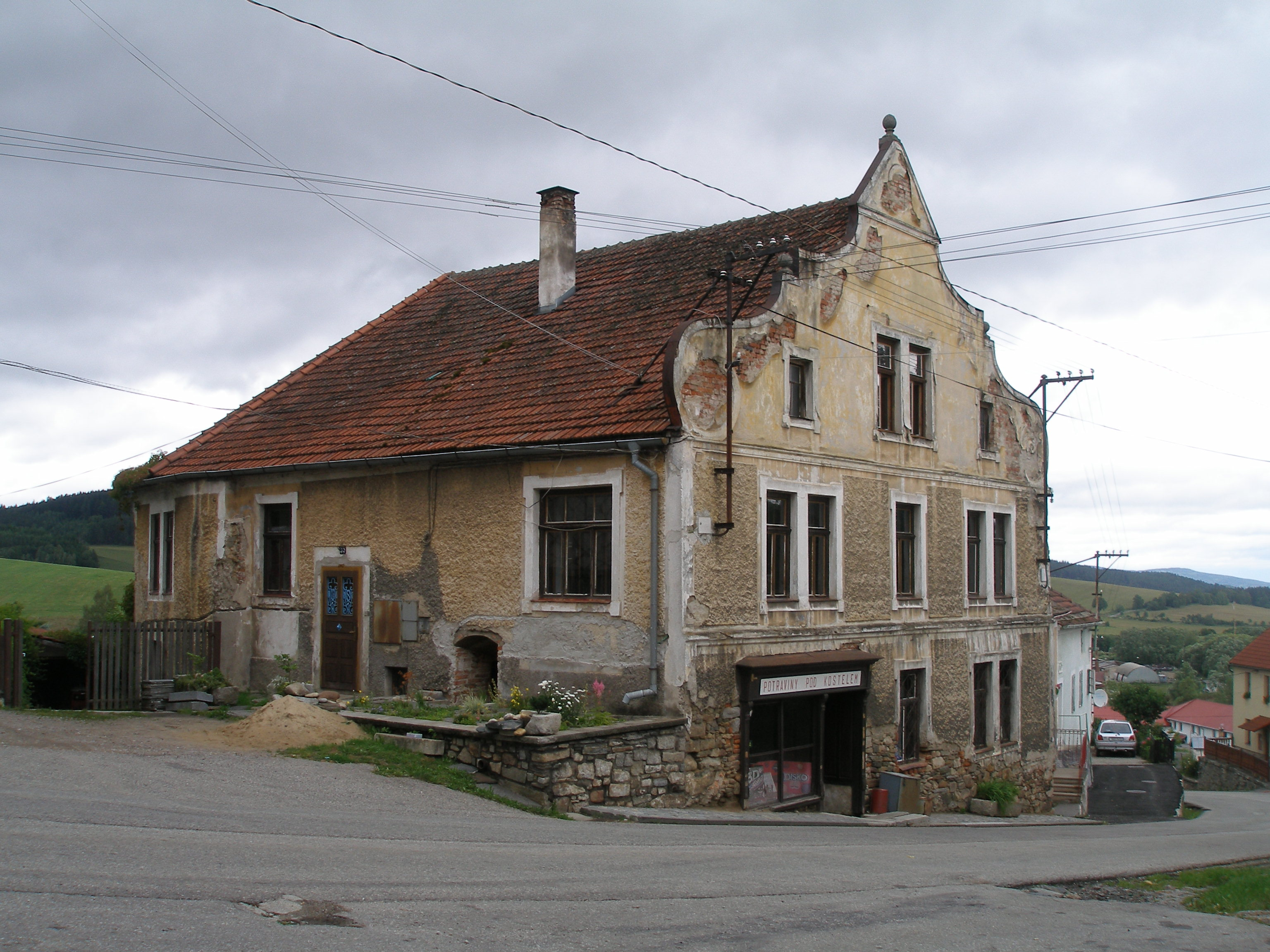
Dům poblíž kostela při silnici od Kájova
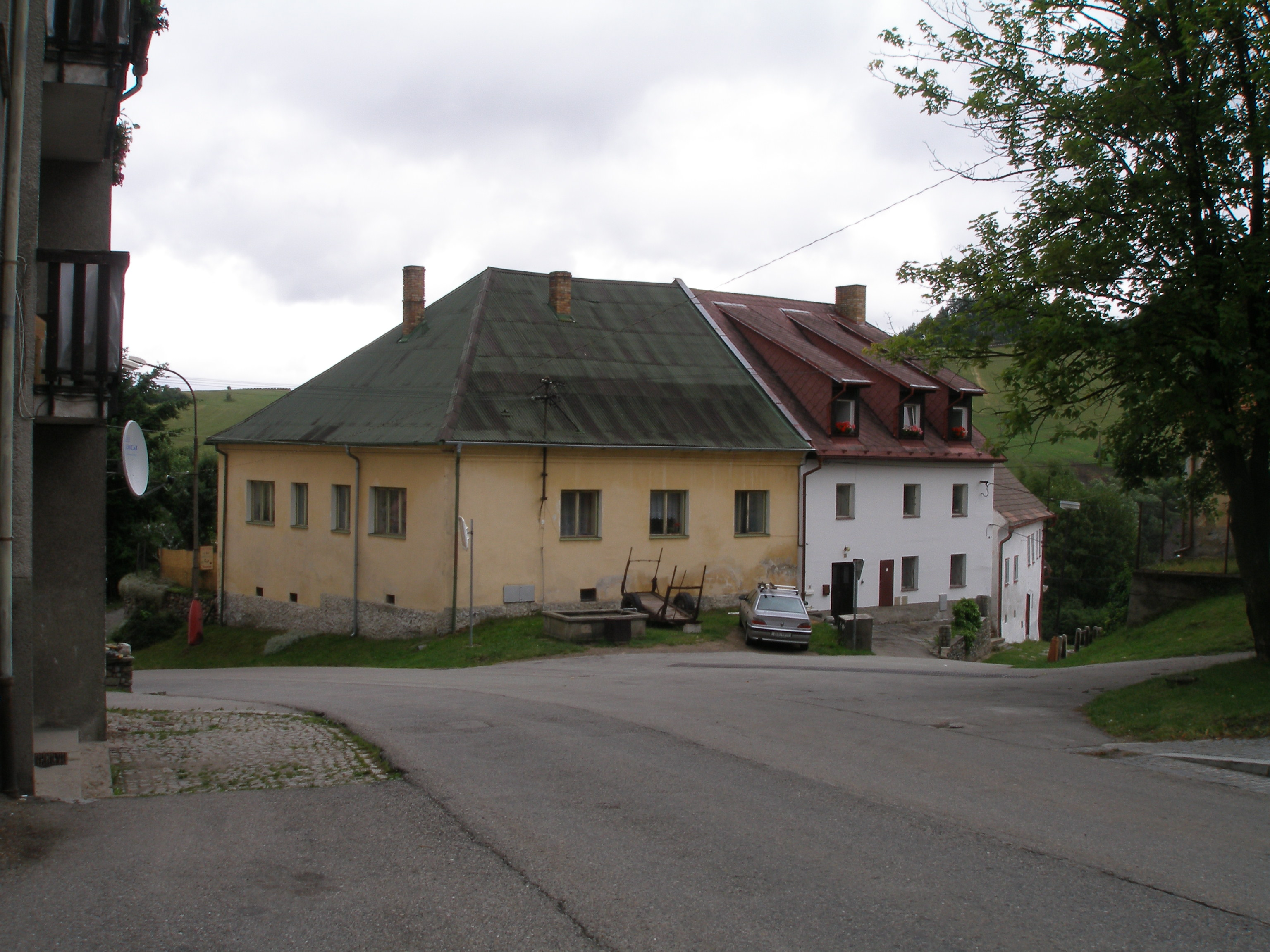
Domy východně od kostela
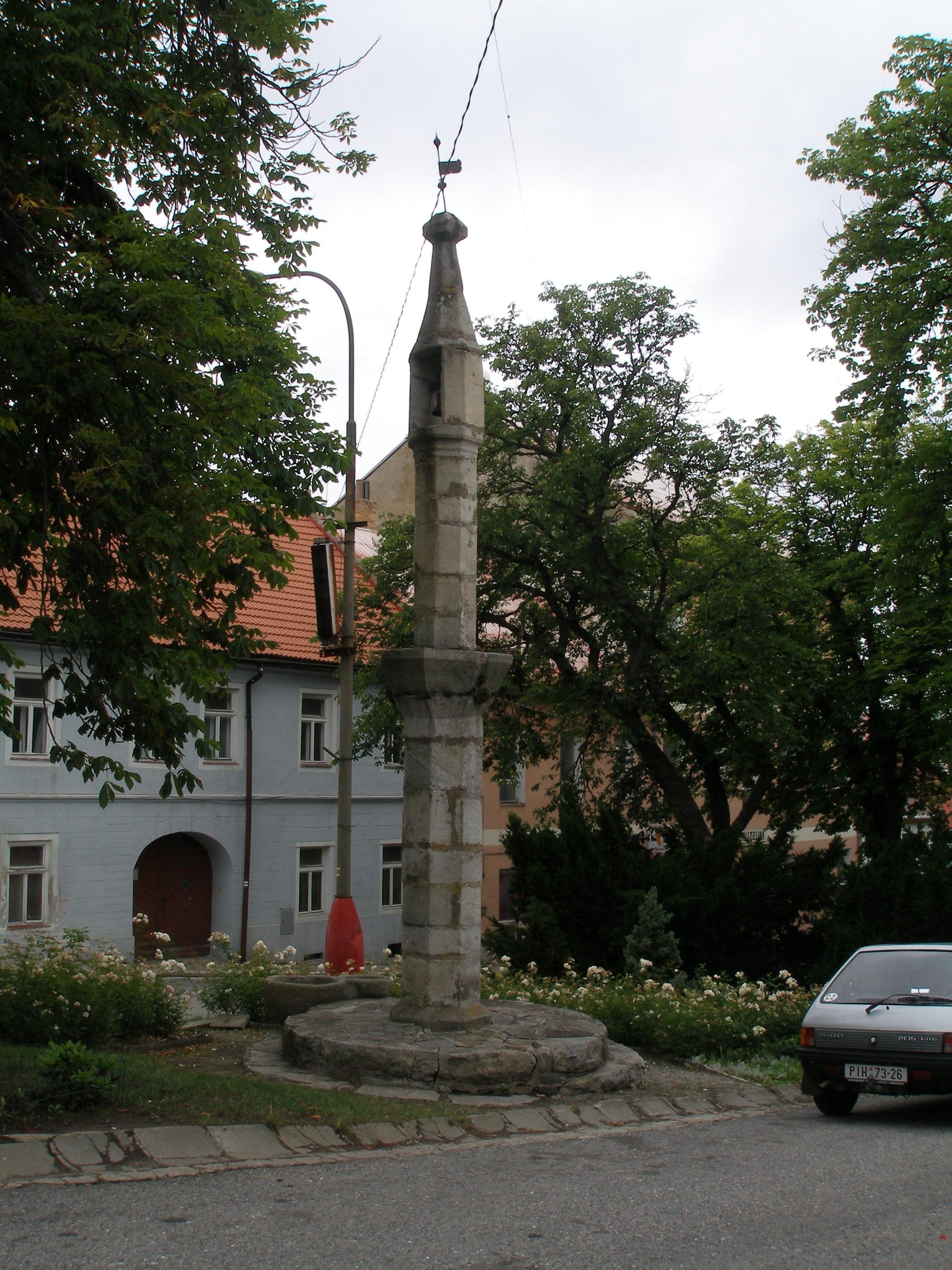
Pranýř na náměstí
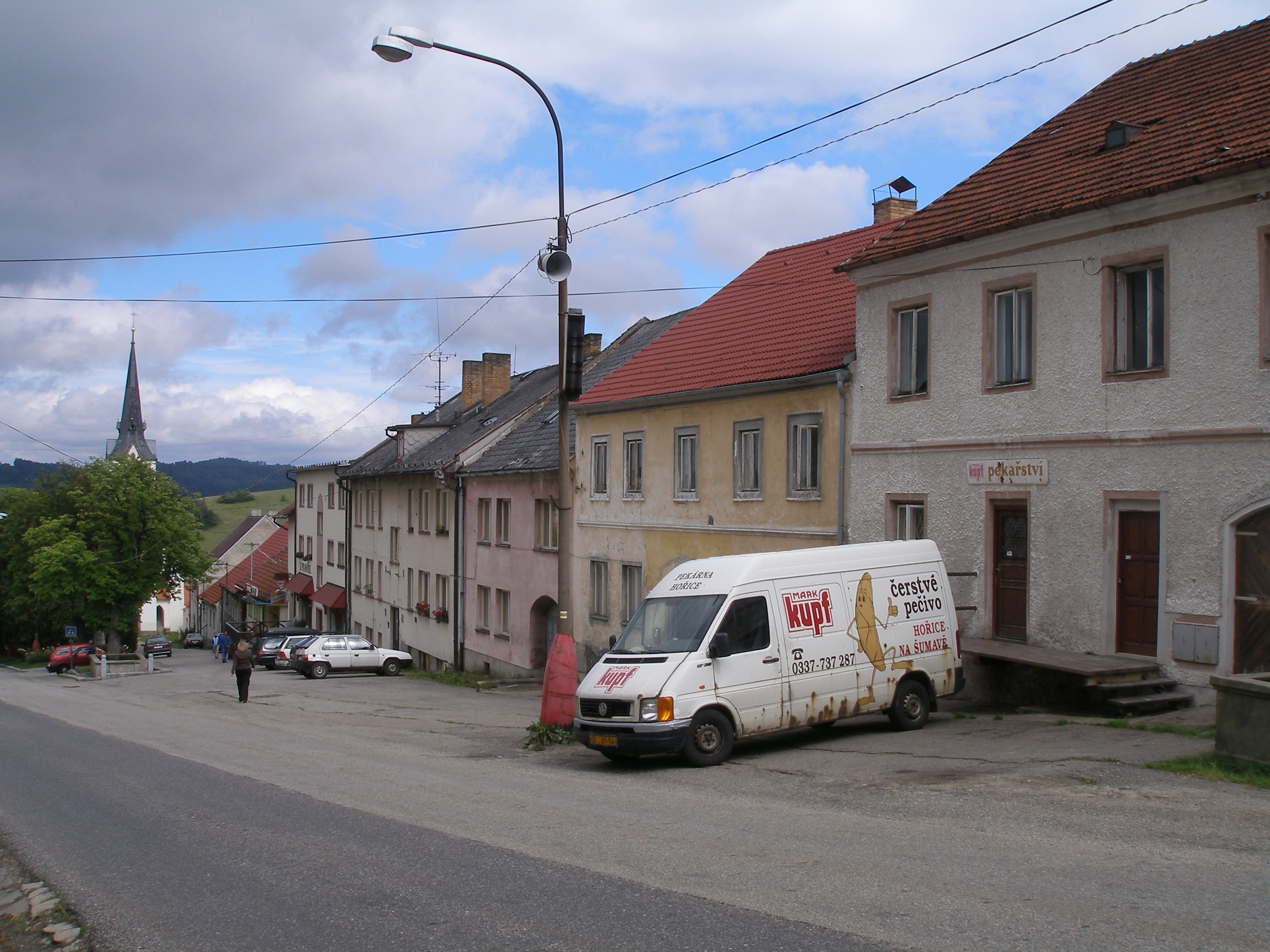
Jižní strana náměstí, vlevo v pozadí věž kostela
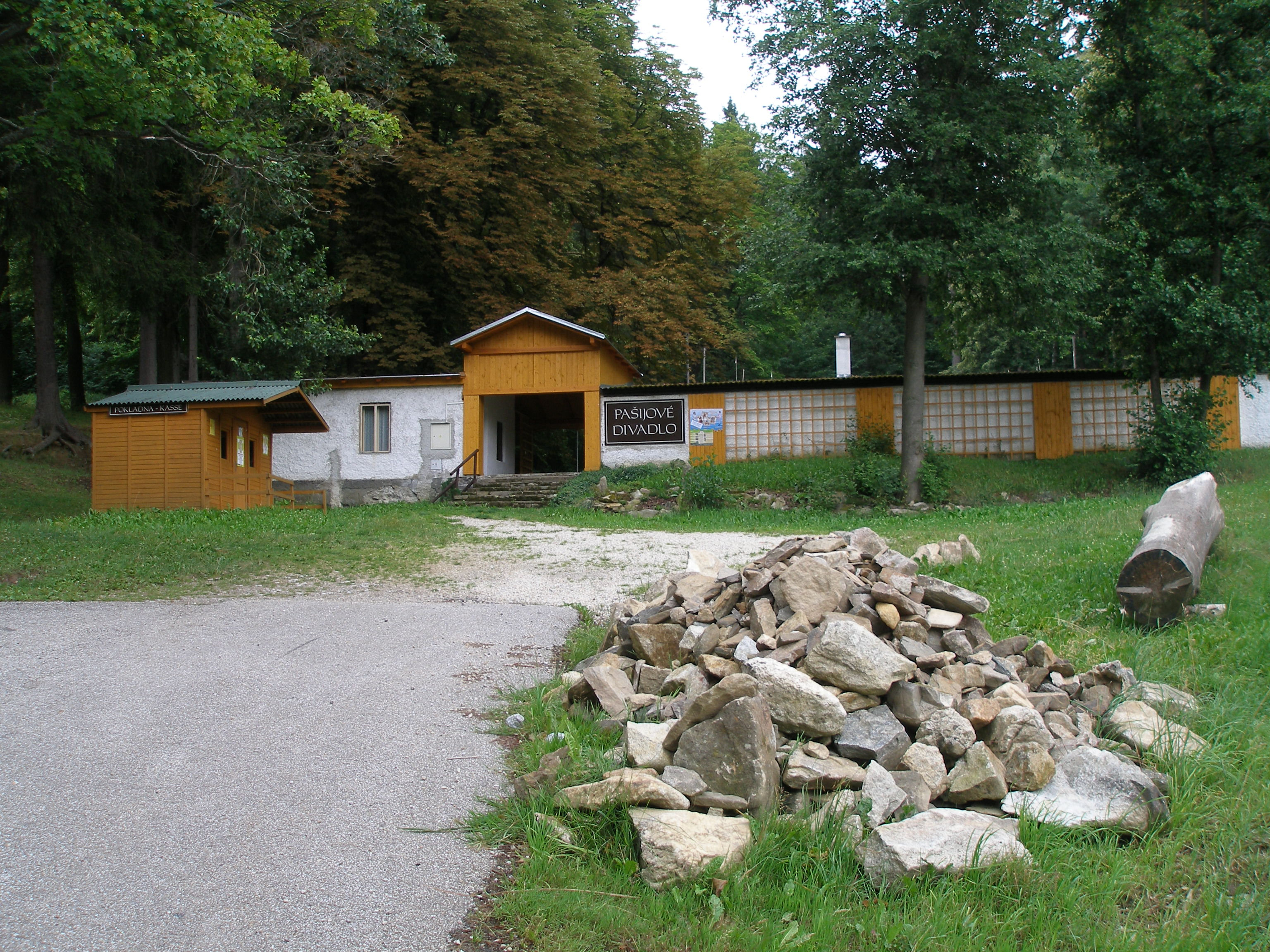
Vstup do areálu pašijového divadla